# Grumman A-6 Intruder
Grumman A-6 Intruder byl dvoumotorový proudový středoplošník, který byl zkonstruován americkou společností Grumman Aerospace jako námořní útočný letoun. Sloužil u amerického námořnictva (US Navy) a námořní pěchoty (USMC) mezi roky 1963 a 1997. Intruder byl navržen jako střední útočný letoun do každého počasí, který měl nahradit letouny A-1 Skyraider s pístovými motory. Letouny A-6E začaly být vyřazovány z provozu, když jejich úkoly přesných úderů převzaly letouny F-14 Tomcat vybavené podvěsným zařízením LANTIRN. Speciální verze letounu pro elektronický boj, EA-6B Prowler, byla v provozu do roku 2019.

## Vývoj

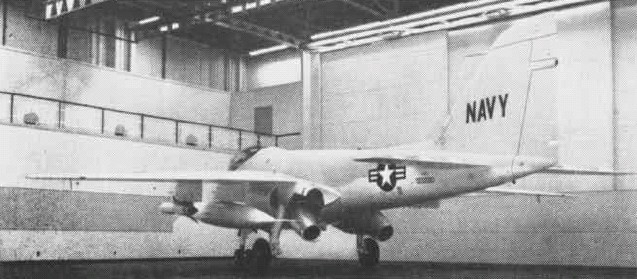
Na snímku prototypu YA2F-1 jsou dobře patrné původní naklápěcí trysky.

Po dobrých zkušenostech s vrtulovým letounem AD-6/7 Skyraider v Korejské válce, vydalo v roce 1955 americké námořnictvo předběžné požadavky na palubní útočný letoun proti pozemním cílům do každého počasí. Námořnictvo zveřejnilo požadavky na tento letoun v říjnu 1956. Žádost o předložení nabídek vydalo námořnictvo v únoru 1957. Návrhy předložily společnosti Bell, Boeing, Douglas, Grumman, Lockheed, Martin, North American a Vought. Po posouzení nabídek námořnictvo vybralo jako vítěze 2. ledna 1958 návrh společnosti Grumman. Společnost získala kontrakt na vývoj letounu A2F-1 v únoru 1958. Prototyp letounu Intruder YA2F-1 vykonal svůj první let 19. dubna 1960.
Na kokpit byla použita neobvyklá dvojitá skla. Uspořádání sedadel bylo vedle sebe, přičemž pilot seděl vlevo a bombometčík/navigátor seděl vpravo a trochu níž. Oba členové posádky seděli ve vystřelovacích sedadlech Martin Baker Mk.GRU7. Začlenění druhého člena posádky se samostatnými úkoly, spolu s přístroji zobrazující terén před letounem umožnilo útoky v nízkých výškách za všech povětrnostních podmínek. Před krytem kokpitu byl na letounu namontován nástavec pro tankování za letu. Kryt kabiny se odsouval směrem dozadu.
Pohon letounu obstarávaly dva proudové motory Pratt & Whitney J52-P8B, každý o maximálním tahu 41,4 kN. Trysky motorů byly původně navrženy jako otočné směrem dolů kvůli zkrácení délky startu a přistání, ale nakonec tento návrh nebyl na letounech použit.
Při konstrukci letounu byly použity slitiny lehkých kovů. Křídla se sklonem náběžné hrany 25° jsou sklopná pro úsporu místa na letadlové lodi. Rozpětí středoplošníku se sklopenými křídly je 7,67 m. Vztlakové klapky tvořily tři čtvrtiny odtokové hrany křídla.
Použitá křídla měla velmi dobré vlastnosti při podzvukových rychlostech v porovnání například s nadzvukovými letouny F-4 Phantom II, které byly rovněž omezeny na let podzvukovou rychlostí, když nesly náklad bomb. Velmi podobná křídla budou nakonec použita u dalšího letounu společnosti Grumman, kterým byl F-14 Tomcat s měnitelnou geometrií křídel. Podobné to bylo i v případě podvozku. Intruder byl rovněž vybaven „decelerony“, což je typ brzdících štítů na křídlech letounu, které se otvírají současně na horní i dolní ploše křídla.
Hlavní podvozek letounu se zasouval do motorových gondol na bocích trupu. Příďový podvozek byl zesílený s dvojicí kol a úchytem pro zachycení v katapultu letadlové lodi. Na zádi letounu se nacházel přistávací hák.
Letoun nenesl pevně zabudovanou výzbroj. Veškeré zbraně byly umístěny na čtyři závěsy pod křídly (dva pod každým křídlem) a jeden závěs pod trupem. Při sníženém natankování nádrží palivem mohl letoun nést až 8 160 kg výzbroje.
Velký tupý nos a štíhlý ocas letounu inspirovaly mnoho přezdívek, které dostal. Letounu se říkalo: "Double Ugly (Dvojnásobně ošklivý)", "The Mighty Alpha Six (Mocný alfa šest)", "Iron Tadpole (Železný pulec)" a "Drumstick (Palička na buben nebo také Pečené kuřecí stehno)".

## Služba

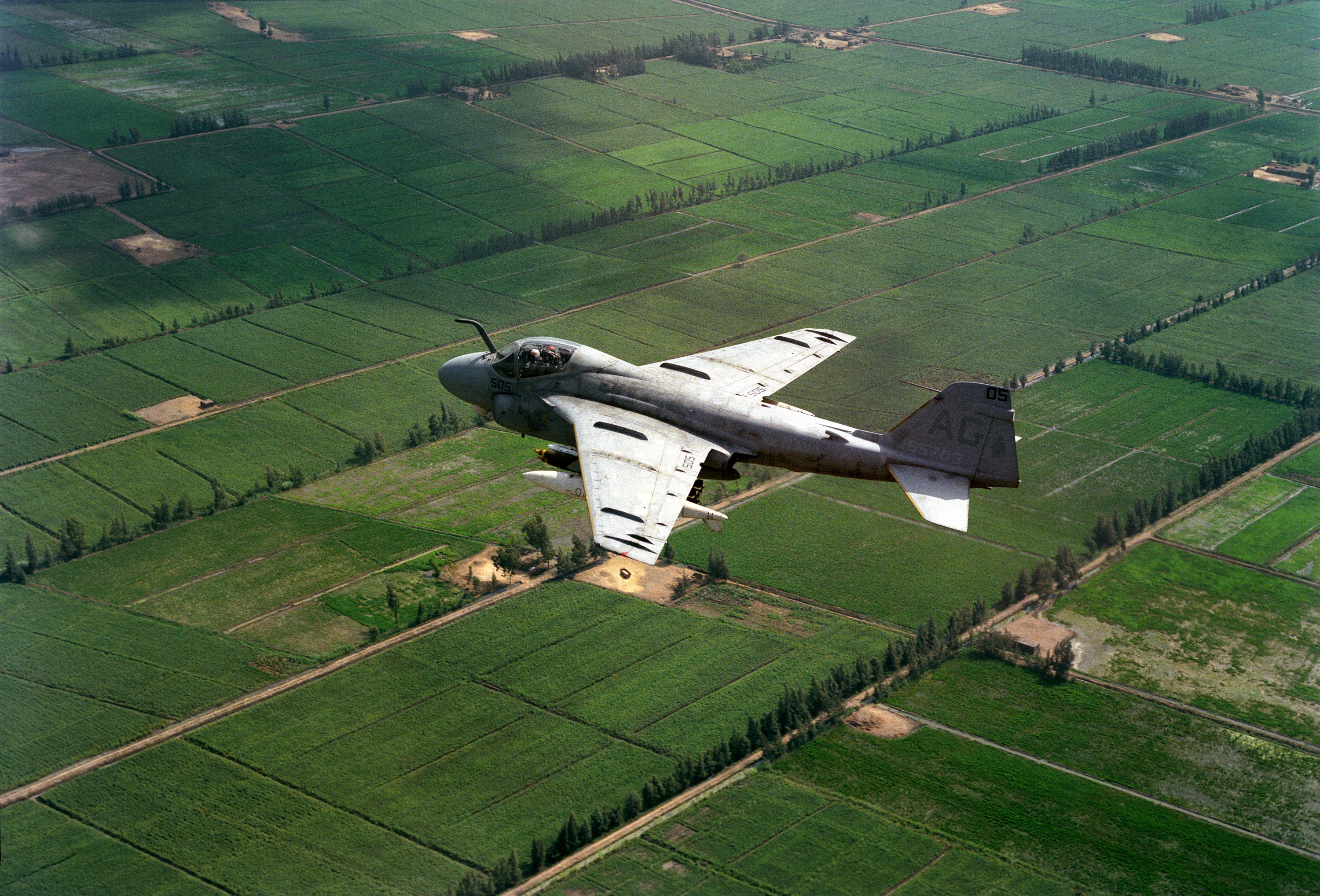
Pohled z letadla na letící A-6E Intruder přidělený na letadlovou loď USSDwight D. Eisenhower (CVN-69).

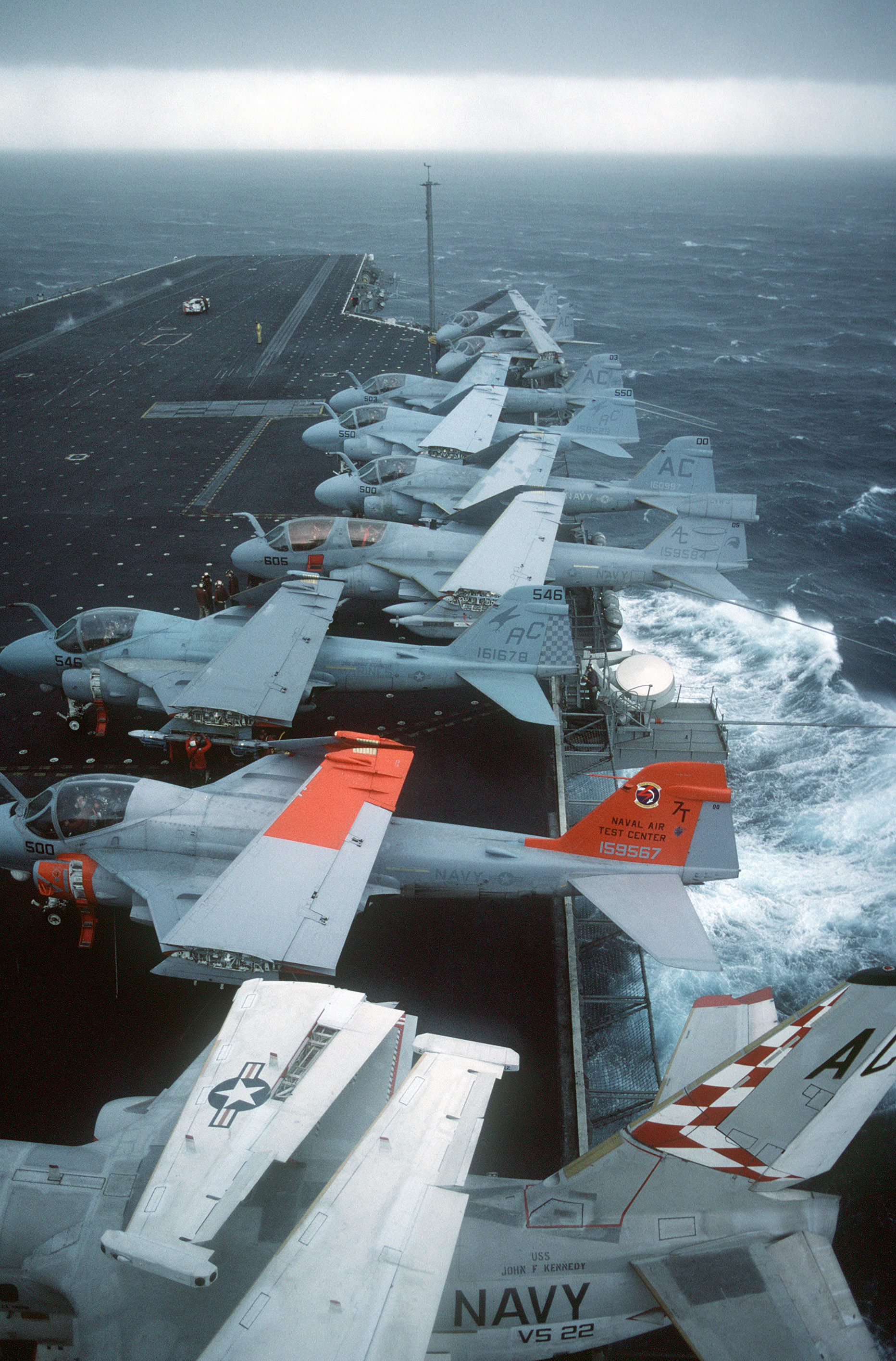
S-3A Viking, A-6E IntruderaEA-6B Prowler odstavené na letové palubě letadlové lodi USSJohn F. Kennedy (CV-67) během bouře.

### Vstup do služby a válka ve Vietnamu
Intruder obdržel nové standardizované označení A-6A na podzim roku 1962 a do aktivní služby vstoupil v únoru 1963. Letoun A-6 se stal jak v rámci US Navy, tak i u námořní pěchoty hlavním středním útočným letounem do každého počasí i do noci od poloviny 60. let až do 90. let 20. století. Ve své verzi KA-6D sloužil i jako tankovací letoun. I když A-6 plně naplnil očekávání US Navy i USMC na útočný letoun do každého počasí, v rámci amerického letectva (USAF) tyto mise vykonával F-105 Thunderchief a později F-111. Později byly některé z prvních letounů F-111A upraveny na letouny pro elektronický boj EF-111 Raven, tak jako US Navy a USMC použilo konstrukci letounů Intruder na verzi EA-6B Prowler.
Letouny A-6 Intruder se zúčastnily války ve Vietnamu, kde byly intenzivně využívány proti cílům v Severním Vietnamu. Do bojových operací se poprvé zapojily v březnu 1965. Letoun byl ceněný, protože měl velký dolet, unesl velký náklad (až 8 170 kg) výzbroje a navíc dokázal operovat za každého počasí. Nicméně, jeho typické mise probíhaly v nízkých výškách, kde byly letouny zranitelné protiletadlovou palbou ze země. A tak během osmi let, kdy Intrudery sloužily u amerického námořnictva a námořní pěchoty, bylo ztraceno 84 letounů Intruder. První ztráta byla zaznamenána 14. července 1965, kdy letoun náležející k letce Attack Squadron 75 (VA-75) z letadlové lodi USS Independence (CV-62), zahájil útok na cíl poblíž hranice s Laosem. Následně došlo k explozi pod pravým křídlem, která zničila pravý motor. Letoun začal hořet, selhala hydraulika a následně i řízení. Posádka, kterou tvořil poručík Donald Boecker a poručík Donald Eaton, se následně katapultovala. Oba muži byli zachráněni.
Z 84 Intruderů, které byly ztraceny během války, bylo 10 sestřeleno řízenou střelou, 2 sestřeleni nepřátelskými MiGy, 16 ztraceno z provozních příčin a 56 bylo sestřeleno palbou protiletadlového dělostřelectva. Poslední Intruder, který byl ztracen během války, patřil k Attack Squadron 35 (VA-35), posádku tvořili poručík C. M. Graf a poručík S. H. Hatfield z letadlové lodi USS America (CV-66). Letoun byl sestřelen pozemní palbou 24. ledna 1973 během provádění blízké letecké podpory. Posádka se katapultovala a byla zachráněna pomocí vrtulníku amerického námořnictva. Celkem 12 letadlových lodí amerického námořnictva (US Navy) se střídalo ve vodách jihovýchodní Asie, aby poskytovaly zázemí pro letecké údery ve Vietnamu v 60. a první polovině 70. let 20. století. Devět z těchto lodí ztratilo některý z Intruderů: USS Constellation (CV-64) – 11 ztracených letadel, USS Ranger (CV-61) – 8 ztracených letadel, USS Coral Sea (CV-43) – 6 ztracených letadel, USS Midway (CV-41) – 2 ztracená letadla, USS Independence (CV-62) – 4 ztracená letadla, USS Kitty Hawk (CV-63) – 14 ztracených letadel, USS Saratoga (CV-60) – 3 ztracená letadla, USS Enterprise (CVN-65) – 8 ztracených letadel a USS America (CV-66) – 2 ztracená letadla. Ačkoliv byly letouny plně způsobilé pro provoz z letadlových lodí, většina letounů námořní pěchoty (USMC) byla umístěna na pozemních základnách v Jižním Vietnamu a to na základnách Chu Lai a Da Nang.

### Libanon a pozdější operace
Letouny A-6 Intruder byly použity i při podpoře pozdějších operací, jako byl například zásah mezinárodních sil v Libanonu v roce 1983. Jeden Intruder a jeden letoun A-7 Corsair II byly při této příležitosti sestřeleny syrskými raketami 4. prosince. Později v 80. letech byly dvě rezervní námořní lehké útočné letky VA-205 a VA-305 vybavené letouny A-7 Corsair II přezbrojeny na střední útočné letky vybavené letouny A-6E a umístěny na námořní letecké základně Atlanta, stát Georgie a námořní letecké základně Alameda, stát Kalifornie.
Intrudery se rovněž zúčastnily akcí v dubnu 1986, kdy v rámci operace „El Dorado Canyon“ startovaly z letadlových lodí USS America a USS Coral Sea k bombardovacím operacím nad Libyí. Akcí se zúčastnily letky VA-34 "Blue Blasters" (USS America) a VA-55 "Warhorses" (USS Coral Sea).

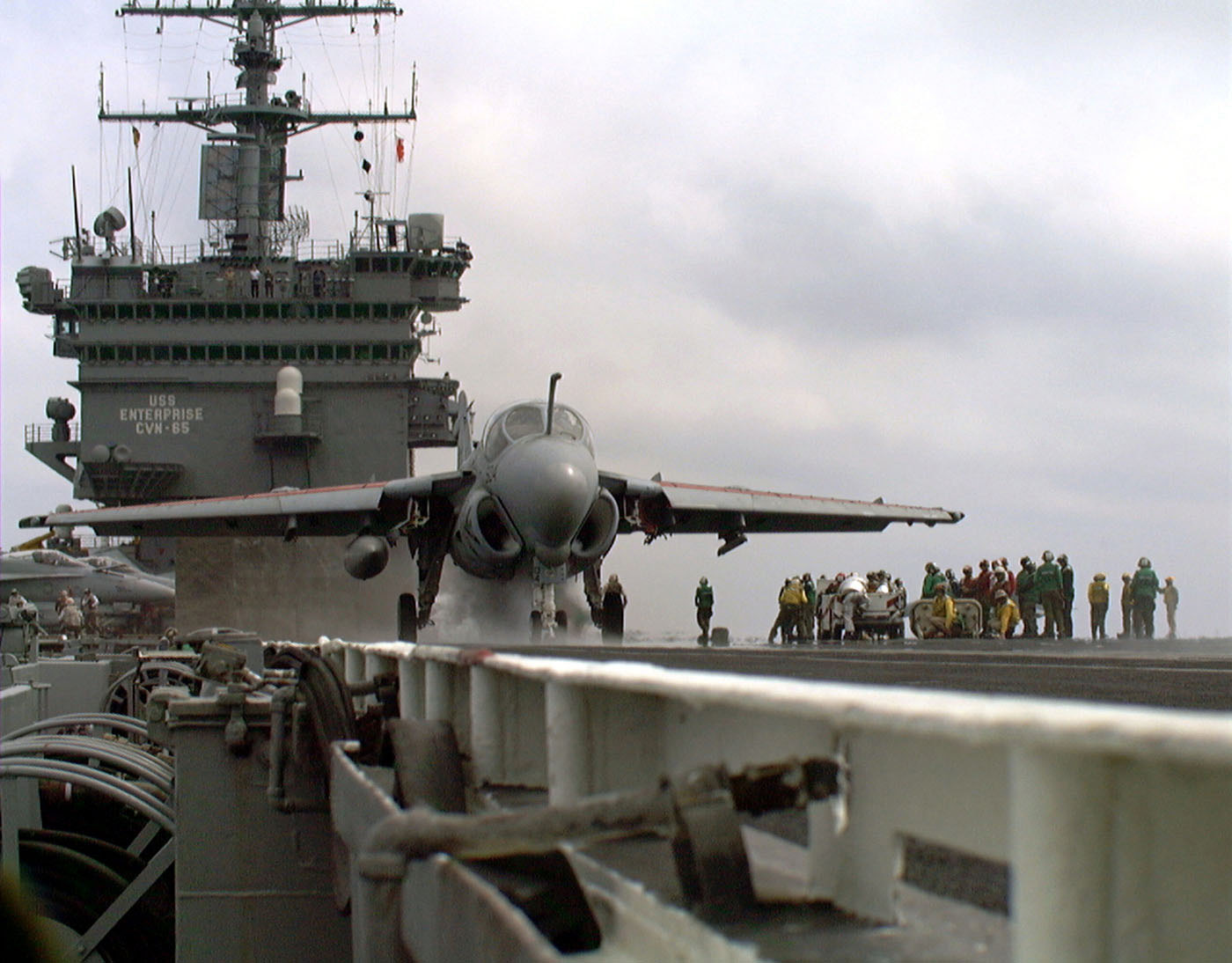
A-6E Intruder se připravuje ke startu z letadlové lodi USS Enterprise (CVN-65).

Během operace Pouštní bouře v roce 1991, provedly Intrudery amerického námořnictva a námořní pěchoty více než 4 700 bojových letů, při kterých prováděly blízkou leteckou podporu pozemních jednotek, ničily iráckou protivzdušnou obranu, útočily na irácké námořní jednotky a důležité strategické cíle. Intrudery byly základními letouny námořnictva, které sloužily ke shazování laserem naváděných pum. Námořnictvo provozovalo Intrudery z letadlových lodí Saratoga, John F. Kennedy, Midway, Ranger, America, Nimitz a Theodore Roosevelt, zatímco námořní pěchota provozovala své letouny hlavně z letecké základny Shaikh Isa v Bahrajnu. Celkem tři letouny byly sestřeleny v boji řízenými střelami a protiletadlovým dělostřelectvem.
Po skončení operace Pouštní bouře byly Intrudery používány k hlídání bezletových zón v Iráku a poskytovaly podporu námořní pěchotě během operace Obnovená naděje v Somálsku. Poslední Intruder ukončil službu u námořní pěchoty Spojených států 28. dubna 1993. Letouny námořnictva ještě zažily operační nasazení v Bosně a Hercegovině v roce 1994.

### Vyřazení
Navzdory výrobě nových trupů před a po válce v zálivu (operace Pouštní bouře), což bylo rozšíření rozsáhlého programu výměny křídel starších strojů, byly letouny A-6E a KA-6D v 90. letech 20. století rychle vyřazovány ze služby. Důvodem byla snaha o úsporu finančních prostředků snížením počtu rozličných typů letounů používaných v rámci leteckých křídel námořnictva na letadlových lodích a v rámci leteckých skupin americké námořní pěchoty.
Letouny A-6 měly být původně nahrazeny letouny A-12 Avenger II, ale tento program byl zrušen pro překročení rozpočtu. Intrudery zůstaly ve službě až do vybavení letounů F-14 Tomcat systémem LANTIRN v podvěsném kontejneru. I tyto letouny byly však následně nahrazeny letouny F/A-18E/F Super Hornet. Poslední Intrudery byly vyřazeny ze služby 28. února 1997.
Někteří vojenští činitelé se tehdy zamýšleli nad otázkou, zda je moudré nahradit Intrudery letouny s kratším doletem. Avšak schopnost letounů amerického letectva (USAF) KC-135 a KC-10 doplňovat palivo i letounům US Navy a USMC tuto nevýhodu značně redukuje. Ačkoliv Intrudery nemohly soupeřit s letouny F-14 nebo F/A-18 v rychlosti a obratnosti v leteckém boji, v doletu a ve schopnosti nést velký náklad na velkou vzdálenost zůstávají Intrudery novějšími letouny nepřekonané.
Určitý počet trupů letounů A-6, které čekaly na vybavení novými křídly v závodě společnosti Northrop Grumman v St. Augustine, stát Florida, byl potopen u pobřeží u St. Johns County, stát Florida jako umělý útes pro ryby nazvaný „Intruder Reef“ (Útes Intruder). Zbylé letouny, které již byly vybaveny novými křídly a poslední vyrobené letouny, byly umístěny k dlouhodobému skladování (AMARC) na letecké základně Davis-Monthan v Arizoně.

## Varianty

### YA-6A a A-6A

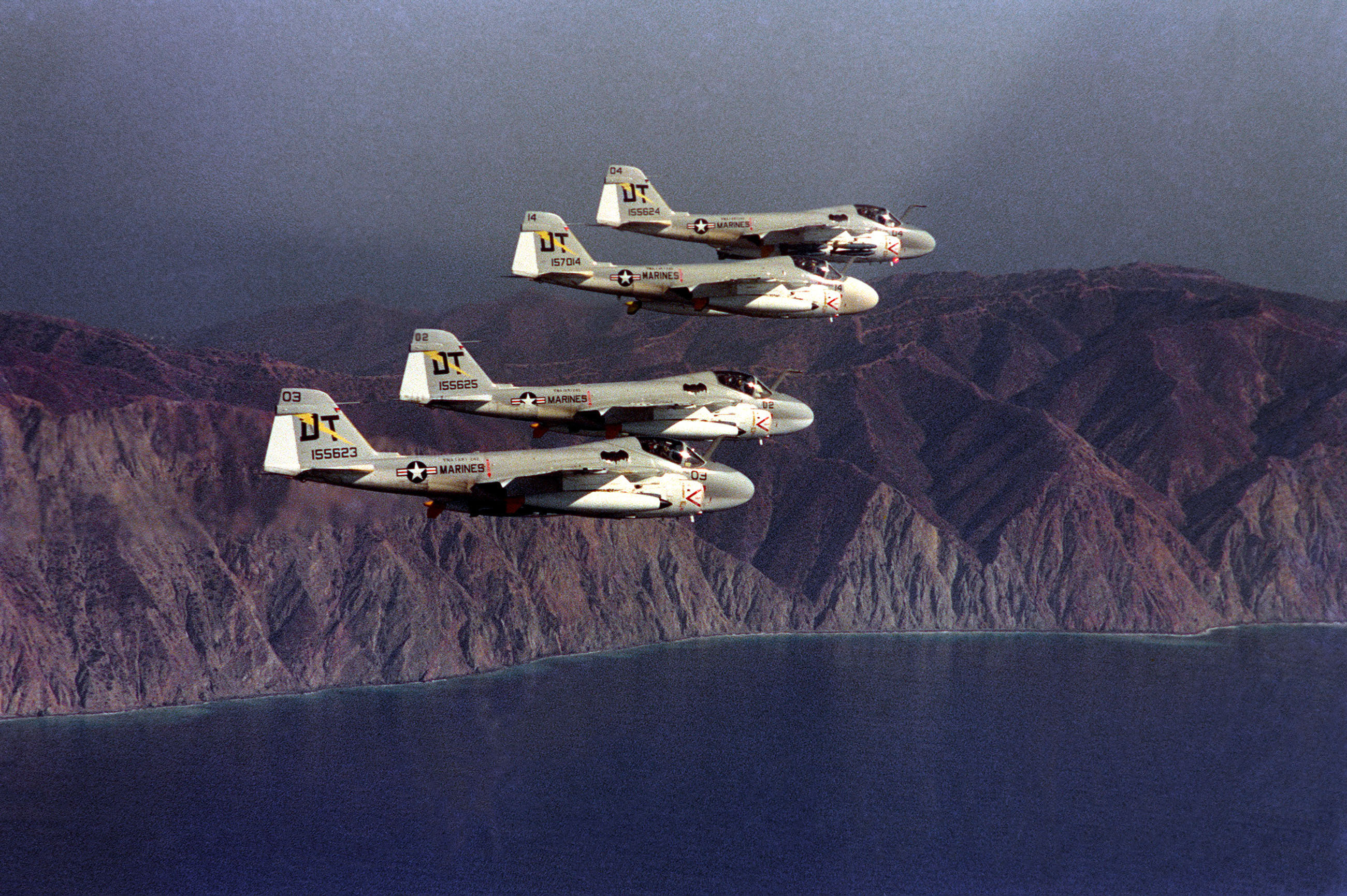
Letoun A-6A náležící VMA(AW)-242 v roce 1975

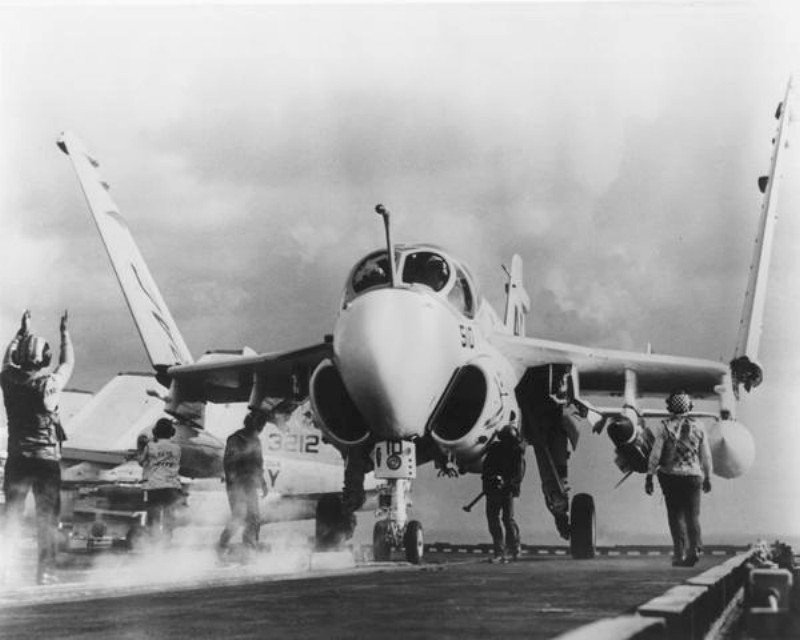
A-6B na letadlové lodi USS Saratoga v roce 1971

Osm prototypů a předsériových letounů Intruder bývá občas uváděno pod označením YA-16A. Tyto stroje byly používány při vývoji a zkoušení letounů A-6A Intruder.
Původní verze Intruderů byla vybavena Digitálním útočným navigačním zařízením – DIANE (Digital Integrated Attack/Navigation Equipment), které mělo zajistit vysoce přesné bombardování, a to i noci a za špatného počasí. Systém DIANE zahrnoval několik radarových systémů: vyhledávací radar AN/APQ-92 nahradil původní sledovací radar AN/APQ-88 na prototypech, sledovací radar pro řízení palby AN/APG-46, radarový výškoměr AN/APN-141 a Dopplerův navigační radar AN/APN-122, který poskytoval informace inerciálnímu navigačnímu systému Litton AN/ASN-31. Data z palubních počítačů a z radarových systémů byla zobrazována na místě bombometčíka/navigátora, který seděl na pravém sedadle. K navigaci rovněž mohly být použity systémy TACAN a ADF. Ve své době byl systém DIANE pravděpodobně nejlepším navigačním a útočným systémem, který dával Intruderům schopnost létat a bojovat i za velmi špatných podmínek, což bylo obzvlášť důležité nad Vietnamem a Thajskem za války ve Vietnamu. Přes své počáteční problémy se nakonec osvědčil.
Celkově bylo vyrobeno 480 letounů A-6A mimo prototypů a předsériových letounů (celkem tedy 488). Celkem 47 z nich bylo později přestavěno do jiných variant.

### A-6B
Malý počet letounů A-6A byl upraven pro ničení stanovišť nepřátelské protiletecké obrany. V letech 1967 až 1970 bylo upraveno 19 těchto letounů, které nesly označení A-6B. Mnoho běžných útočných systémů letounů A-6A bylo na letounech A-6B odstraněno ve prospěch speciálního vybavení ke zjišťování a sledování nepřátelských radarů. Letoun nesl řízené protiradarové střely AGM-45 Shrike a AGM-78 Standard ARM. Radar AN/APQ-103 nahradil původní radar AN/APQ-92, navigační radar AN/APN-153 nahradil původní AN/APN-122.
Letouny byly provozovány u některých perutí společně s letouny A-6A mezi lety 1968 a 1977. Pět jich bylo z různých příčin ztraceno. Zbylé letouny byly na konci 70. let 20. století upraveno na standard A-6E.

### A-6C

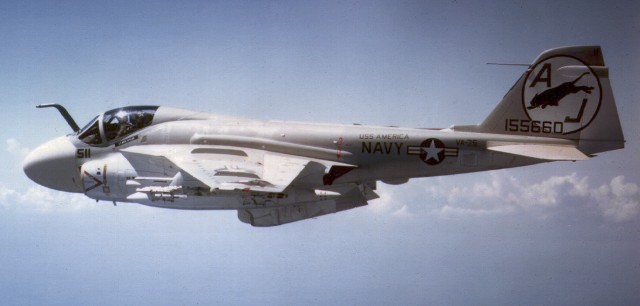
A-6C patřící k VA-35 Black Panthers

12 letounů A-6A bylo upraveno v roce 1970 na verzi A-6C pro noční útoky proti Ho Či Minově stezce ve Vietnamském konfliktu. Letouny byly vybaveny infračervenými senzory a nočními kamerami, stejně tak jako systémem detekce motorů vozidel. Radary byly rovněž vyměněny za lepší. Jeden letoun byl ztracen v boji a ostatní byly později po válce upraveny do standardu A-6E.

### KA-6D

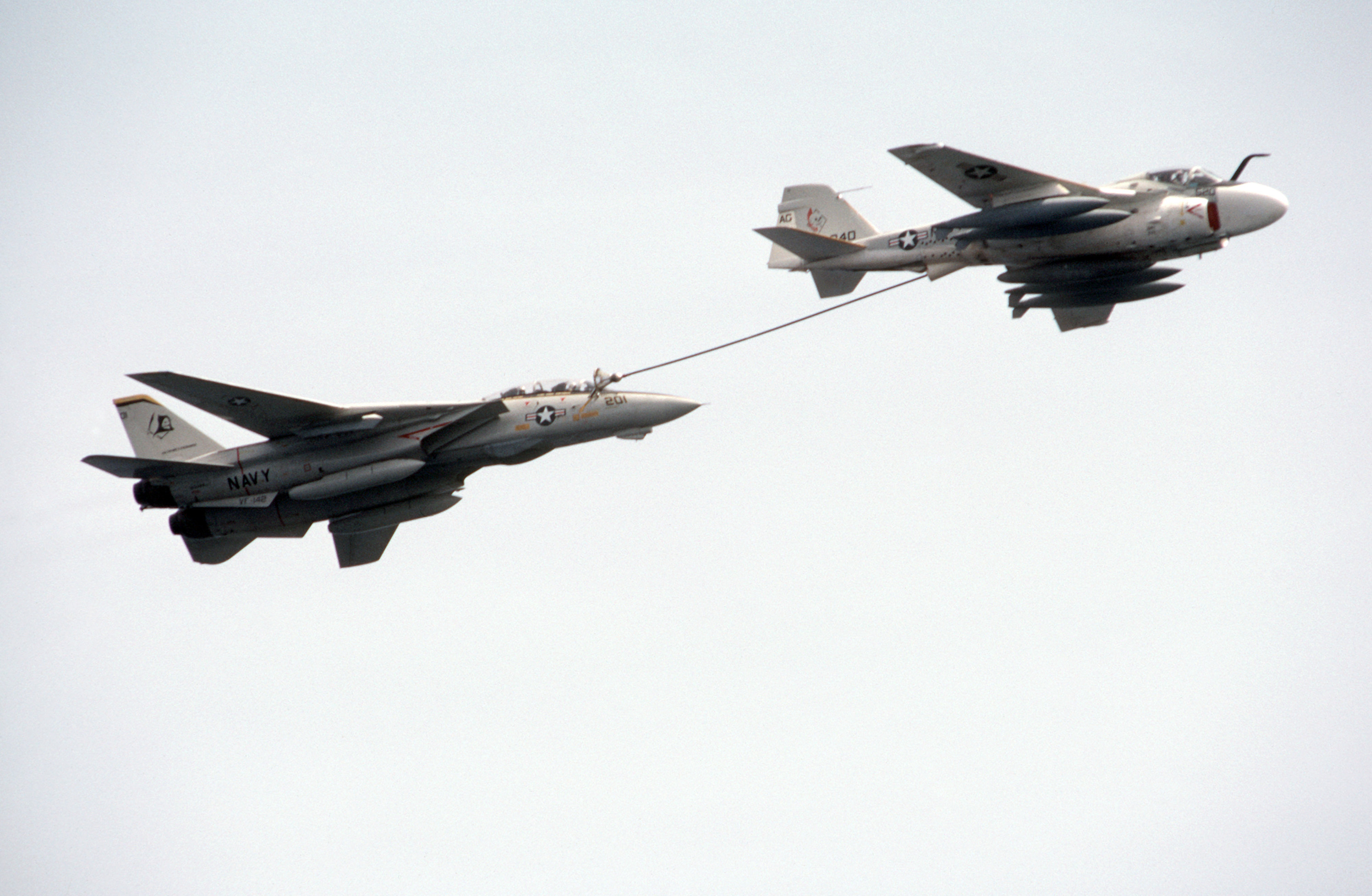
KA-6D doplňuje palivo letounu F-14A v roce 1987

Jako náhrada za letouny KA-3B a EA-3B Skywarrior na počátku 70. let 20. století bylo 78 letounů A-6A a 12 letounů A-6E přestavěno na tankovací letouny pro tankování jiných letounů ve vzduchu. Systém DIANE byl odstraněn, a naopak na záď letounu bylo umístěno tankovací zařízení. Letoun KA-6D mohl být teoreticky použit k dennímu bombardování, ale ve skutečnosti k tomu nikdy nedošlo. Letoun byl standardně vybaven čtyřmi přídavnými nádržemi. Jelikož byl tento tankovací letoun založen na původním taktickém letounu, vynikal ve schopnosti držet krok s útočící letkou a doplňovat jí palivo během letu k cíli. Několik letounů KA-6D proto vždy startovalo společně s každou letkou Intruderů. Vyřazení těchto letounů tak zanechalo mezeru ve schopnosti tankovat ve vzduchu letouny amerického námořnictva a námořní pěchoty. Letouny S-3 Viking US Navy byly rovněž používány jako tankovací letouny, ale jejich výkony a kapacita neseného paliva omezovala jejich roli na tankovací letouny pro navracející se stroje. Ztráta schopnosti tankovat letouny během mise byla napravena až s letouny F/A-18E/F Super Hornet, které mohou působit jako tankovací letouny během mise.

### A-6E

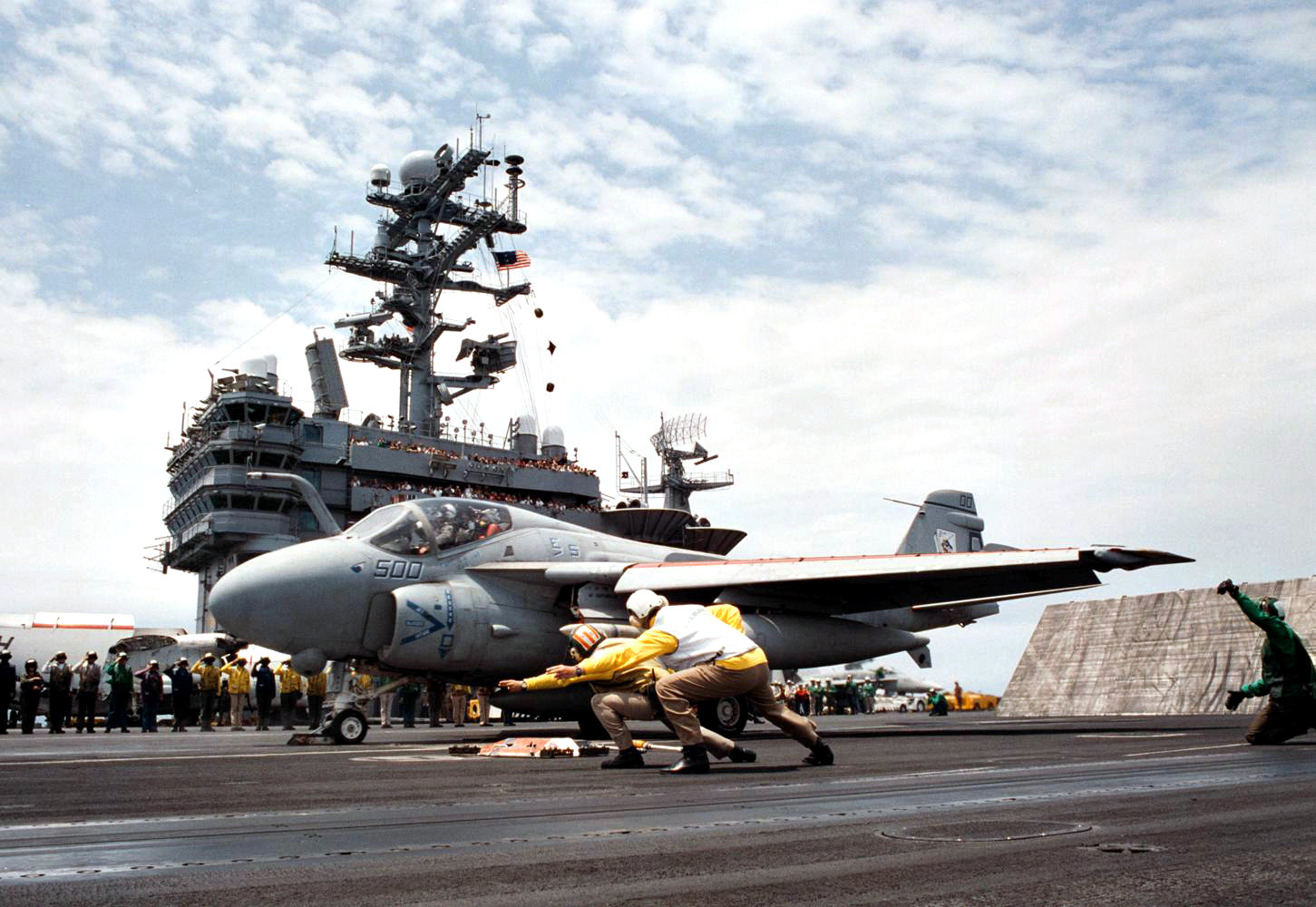
A-6E Intruder startuje z letové paluby letadlové lodi USS George Washington (CVN-73) v roce 1996.

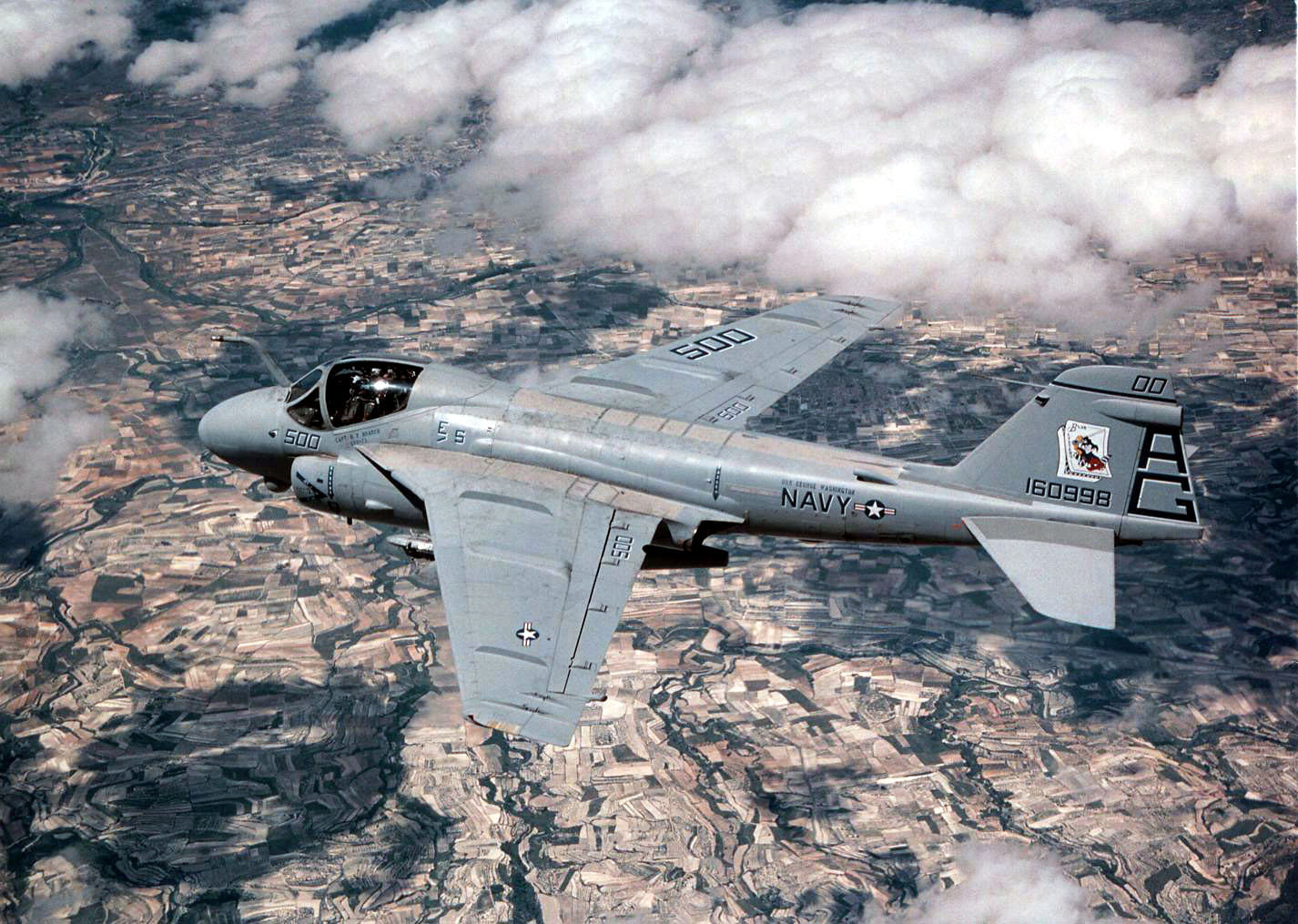
A-6E Intruder (VA-34) nad Španělskem.

Konečnou útočnou verzí letounů Intruder byla verze A-6E s rozsáhle modernizovanými navigačními a útočnými systémy. Nová verze poprvé vzlétla 27. února 1970 a první nasazení letounu proběhlo 9. prosince 1971. Původní vyhledávací radar a sledovací radar (pro řízení palby) letounů variant A-6A/B/C byly nahrazeny jedním multifunkčním radarem Norden AN/APQ-148. Palubní počítače byly nahrazeny více sofistikovanými (a obecně i více spolehlivými) systémy, které byly založeny na integrovaných obvodech, na rozdíl od tranzistorového systému DIANE. Nainstalován byl i nový inerciální navigační systém AN/ASN-92 společně s námořním navigačním systémem CAINS (Carrier Aircraft Intertial Navigation System) pro vylepšení navigačních schopností.
Od roku 1979 byly všechny letouny A-6E vybaveny setem AN/AAS-33, jenž se skládal ze systému pro identifikaci a značkování cílů a navádění zbraní TRAM (Target Recognition and Attack Multi-Sensor), malé gyroskopicky stabilizované věžičky pod nosem letounu s dopřednými infračervenými senzory, laserovým značkovačem cílů a leteckým počítačem IBM. TRAM spolupracoval s novým radarem Norden AN/APQ-156. Bombometčík/navigátor mohl použít k velmi přesnému útoku na cíl s použití buď společných dat ze systému TRAM a radaru letounu nebo jen dat ze systému TRAM bez použití radaru, jehož použití by mohlo varovat nepřátelský cíl. TRAM déle umožňoval letounům Intruder samostatně označovat cíle a shazovat laserem naváděné pumy. Intrudery dále používaly letecký indikátor pohyblivých cílů (Airborne Moving Target Indicator), který umožňoval sledovat pohybující se cíle (např. tanky nebo nákladní vozidla) a útočit na ně dokonce i v případě, že byl cíl v pohybu. Počítačový systém navíc umožňoval útočit i na cíle, které se nezobrazovaly na radaru, tím že byly zadány souřadnice známého místa poblíž cíle a vzdálenost a směr nezobrazovaného cíle od tohoto místa.
Na začátku 90. let 20. století byly některé letouny A-6E vylepšeny v rámci programu SWIP (Systems/Weapons Improvement Program), který jim umožnil používat moderní naváděnou munici, která zahrnovala střely AGM-65 Maverick, AGM-84 Harpoon, AGM-84E SLAM, AGM-62 Walleye a AGM-88 HARM. Po sérii únavových lomů na křídlech letounů, bylo asi 85% flotily letounů osazeno novými křídly z kompozitových materiálů.
Bylo postaveno 445 letounů verze A-6E, přičemž 240 z nich bylo přestavěno z předchozích verzí A-6A/B/C.

### A-6F a A-6G

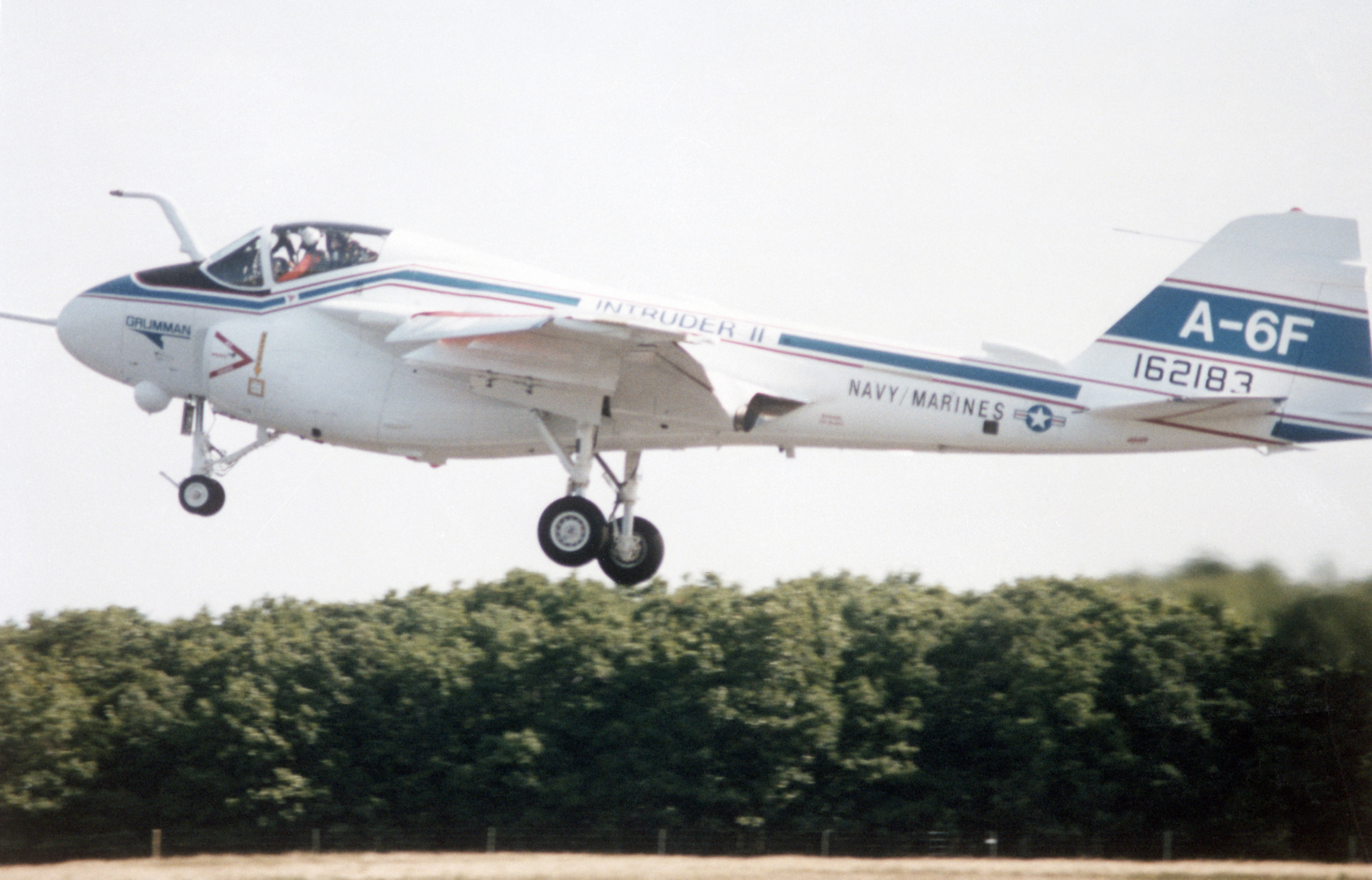
Prototyp A-6F v roce 1987

Vylepšená verze A-6F Intruder II měla v polovině 80. let 20. století nahradit starší stroje s proudovými motory Pratt & Whitney J52. Tato verze měla používat dvouproudové motory bez přídavného spalování General Electric F404 používané na letounech F/A-18 Hornet. Tyto motory poskytovaly podstatné zlepšení výkonu a využití paliva. Letoun A-6F měl mít úplně novou avioniku, zahrnující radar se syntetickou aperturou Norden AN/APQ-173 a multifunkční displeje v kokpitu (APQ-173). Tyto přístroje měly umožnit letounu i vzdušný boj pomocí raket vzduch-vzduch AIM-120 AMRAAM. Letoun měl mít další dva pylony pro zavěšení výzbroje – tedy celkem sedm.
Ačkoliv bylo vyrobeno pět zkušebních letounů této verze, US Navy se nakonec rozhodlo nepokračovat v dalším vývoji, protože svou pozornost zaměřovalo na vyvíjený letoun A-12 Avenger II. Projekt letounu A-12 byl nakonec zrušen v roce 1991.
Grumman ještě plánoval levnější verzi A-6G, která měla mít většinu pokročilé elektroniky letounů A-6F, ale byla postavena na původních motorech. Nakonec byla také zrušena.

### Verze pro elektronický boj
Verze pro elektronický boj a elektronické rušení byla vyvinuta hned na počátku vývoje letounu pro potřeby americké námořní pěchoty (USMC), která potřebovala náhradu za starší letouny pro elektronické rušení F3D-2Q Skyknight. Intrudery pro elektronický boj byly původně označeny A2F-1Q a následně byly přeznačeny na EA-6A. První z nich vzlétnul 26. dubna 1963. Letouny nesly soubor elektronických rušiček AN/ALQ-86, které byly umístěny na vrcholu svislé ocasní plochy. Byly vybaveny rovněž radarem AN/APQ-129 pro řízení palby a teoreticky mohly odpalovat protiradarové rakety AGM-45 Shrike, ačkoliv v této roli nebyly nikdy použity. Navigační radar byl AN/APN-153.
Bylo postaveno pouze 25 letounů EA-6A (15 nově postavených strojů a 10 přestavěno z verze A-6A). Tyto letouny sloužily u námořní pěchoty (USMC) ve válce ve Vietnamu. Ze služby v první linii byly staženy v polovině 70. let 20. století. Poté sloužily u rezervních jednotek námořní pěchoty a pak u US Navy, kde byly používány k výcviku. Poslední z nich byl vyřazen v roce 1993.
Mnohem více specializovanou variantou letouny byl letoun EA-6B Prowler, který měl v protaženém trupu instalovány další dvě sedadla pro operátory elektronických systémů. Letoun nesl mnohem komplexnější sadu vybavení pro elektronickou válku a potlačování protivzdušné obrany nepřítele. Hlavním radarem byl radar AN/APS-130, který byl odvozen od radaru AN/APQ-156. Navigačním radarem byl vylepšený radar AN/APS-133. Celkem bylo postaveno 170 letounů této verze. Letouny zůstávají v roce 2011 i nadále ve službě. Plánuje se jejich nahrazení letouny EA-18G Growler, což je varianta letounu Super Hornet.

### Prototypy/Testovací letouny

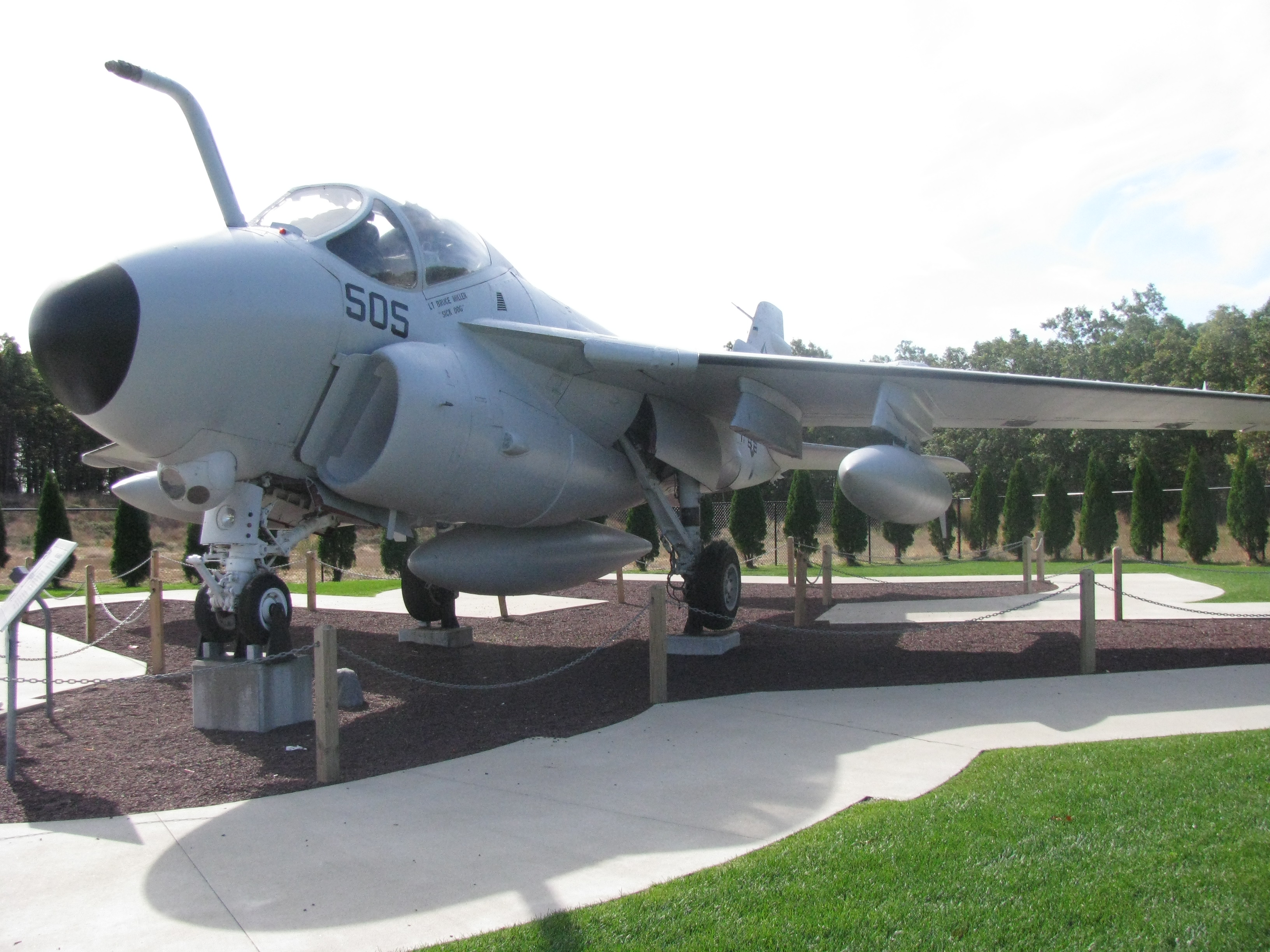
Letoun Grumman A-6 Intruder vystavený v „Grumman Memorial Park“.

NA-6A
Označení třech letounů YA-6A a třech letounů A-6A, které byly upraveny pro zvláštní testování.
YEA-6A
Jeden letoun YA-6A, který byl přestavěn na prototyp letounu EA-6A.
YEA-6B
Označení dvou prototypů EA-6B, které byly přestavěny pro účely zvláštního testování.
NEA-6A
Jeden letoun EA-6A modifikovaný pro účely zvláštního testování.

## Dochované stroje
Mnoho letounů A-6E, NA-6E, EA-6A a jeden KA-6A se zachovalo do dnešních dnů a je vystaveno jako statické exponáty v muzeích, na námořních leteckých základnách a na muzejních letadlových lodích po celých Spojených státech. Jejich soupis je možné nalézt v externích odkazech.

## Uživatelé
Spojené státy americké
- Námořní pěchota (USMC)
- Námořnictvo (US Navy)

## Specifikace (A-6E)

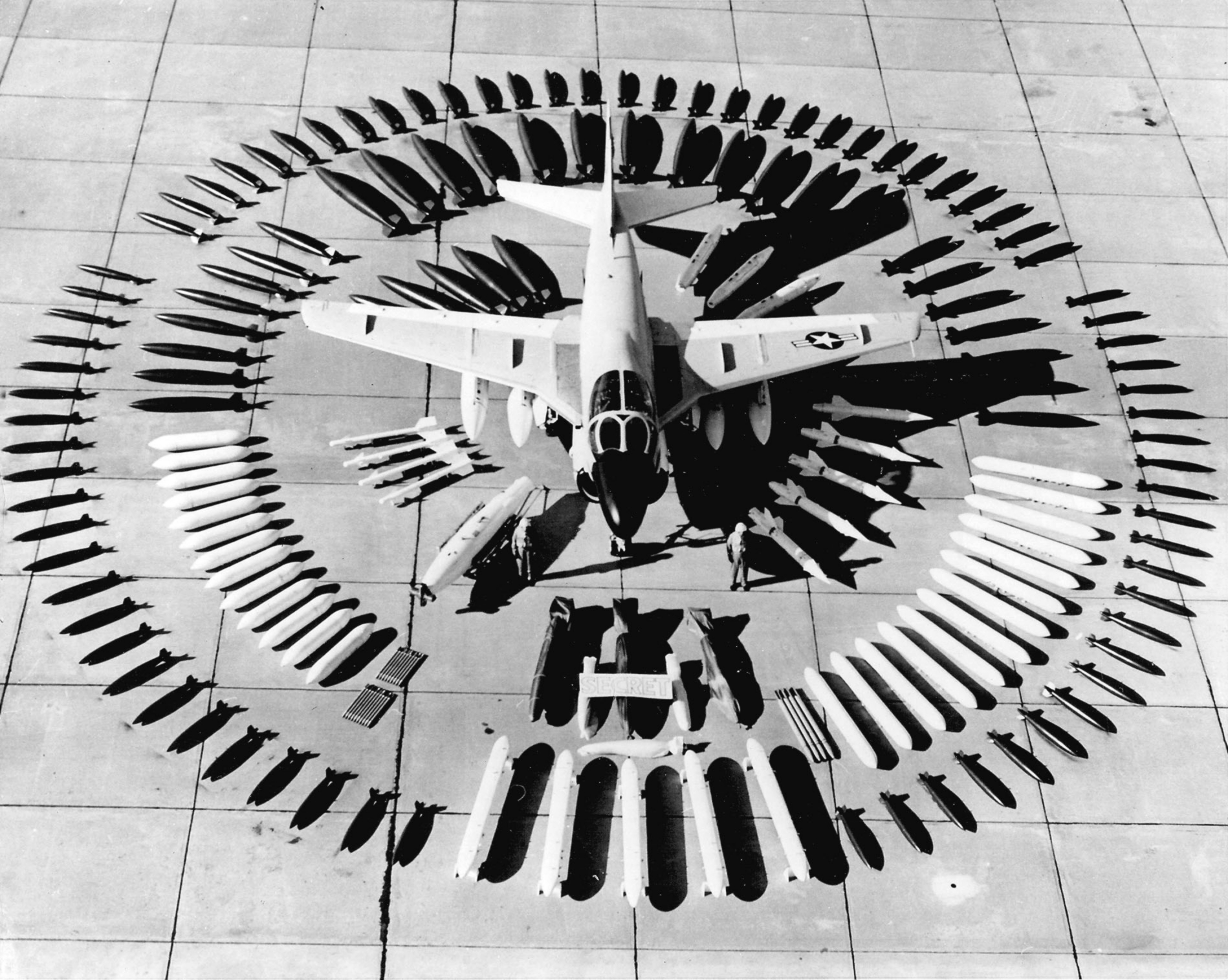
Munice A-6 v roce 1962

Technické údaje pocházejí z ATM Speciál „Bojové letouny NATO“ a „Palubní letectvo NATO“.

### Technické údaje
- Posádka: 2 (pilot a bombometčík/navigátor)
- Rozpětí: 16,15 m (7,67 m se složenými křídly)
- Délka: 16,65 m
- Výška: 4,93 m
- Nosná plocha: 49,13 m²
- Plošné zatížení: ? kg/m²
- Prázdná hmotnost: 12 650 kg
- Max. vzletová hmotnost : 27 400 kg (26 350 při startu z letadlové lodi)
- Pohonná jednotka: 2x proudový motor Pratt & Whitney J52-P-8B
- Tah pohonné jednotky: 41,4 kN

### Výkony
- Cestovní rychlost: 760 km/h ve výšce ? m
- Maximální rychlost: 1 020 km/h na hladině moře
- Dolet: 1 627 km s max. nákladem – 5 222 km při přeletu
- Dostup: 12 400 m (40 600 stop)
- Stoupavost: 38,5 m/s (7 620 stop/min)

### Výzbroj
- 4x závěs pod křídly a 1x pod trupem, na které lze umístit 8 165 kg následující výzbroje a vybavení
- Neřízené rakety
  - Raketnice 70 mm raket CRV7
  - Raketnice 127 mm raket Zuni
- Střely vzduch-vzduch
  - AIM-9 Sidewinder
- Střely vzduch-země
  - AGM-45 Shrike
  - AGM-62 Walleye
  - AGM-65 Maverick
  - AGM-84 Harpoon
  - AGM-84E SLAM
  - AGM-88 HARM
- Pumy
  - Klasické bomby Mk 81 250 lb (113 kg)
  - Klasické bomby Mk 82 500 lb (227 kg) – až 28 kusů[7]
  - Klasické bomby Mk 83 1,000 lb (454 kg)
  - Klasické bomby Mk-84 2,000 lb (907 kg)
  - Klasické bomby Mk-117 750 lb (340 kg)
  - Kazetové pumy Mk-20 Rockeye II
  - Kazetové pumy na miny CBU-89 GATOR
  - Zápalné bomby Mk 77 750 lb (340 kg)
  - Laserem naváděné bomby GBU-10 Paveway II
  - Laserem naváděné bomby GBU-12 Paveway II
  - Laserem naváděné bomby GBU-16 Paveway II
  - Jaderná puma B61
  - Jaderná puma B43
  - Různé ze vzduchu shazované pozemní miny
  - Různé ze vzduchu shazované námořní miny
  - Různé cvičné bomby [Mk-76, BDU-45, LGTR, atd.]
- Ostatní
  - Až 4x přídavná nádrž na 1 200 l paliva pro prodloužení doletu nebo výdrže ve vzduchu